# Église Saint-Blaise de Douville-en-Auge
L'église Saint-Blaise de Douville-en-Auge est une église catholique située à Douville-en-Auge, en France.

## Localisation
L'église est située dans le département français du Calvados, sur la commune de Douville-en-Auge.

## Historique
L'édifice actuel date du XIIe, XIIIe XVIe et XVIIIe siècle. 
La nef date du XIIe. Le chœur date du début du XIIIe.
Les fenêtres de la nef datent du XVIIIe. Une sacristie est installée à l'époque moderne.
Le chœur de l'édifice est inscrit au titre des monuments historiques le 16 octobre 2000.

## Architecture
L'édifice conserve de beaux modillons à figures grimaçantes.
Le chœur possède un chevet droit. Le côté nord conserve une porte à ogives du XIIIe.
La tour comporte un contrefort et une tourelle avec escalier, et un clocher en forme de pyramide daté du XVIe.
L'édifice comporte du mobilier du XVIIe et du XVIIIe siècle.

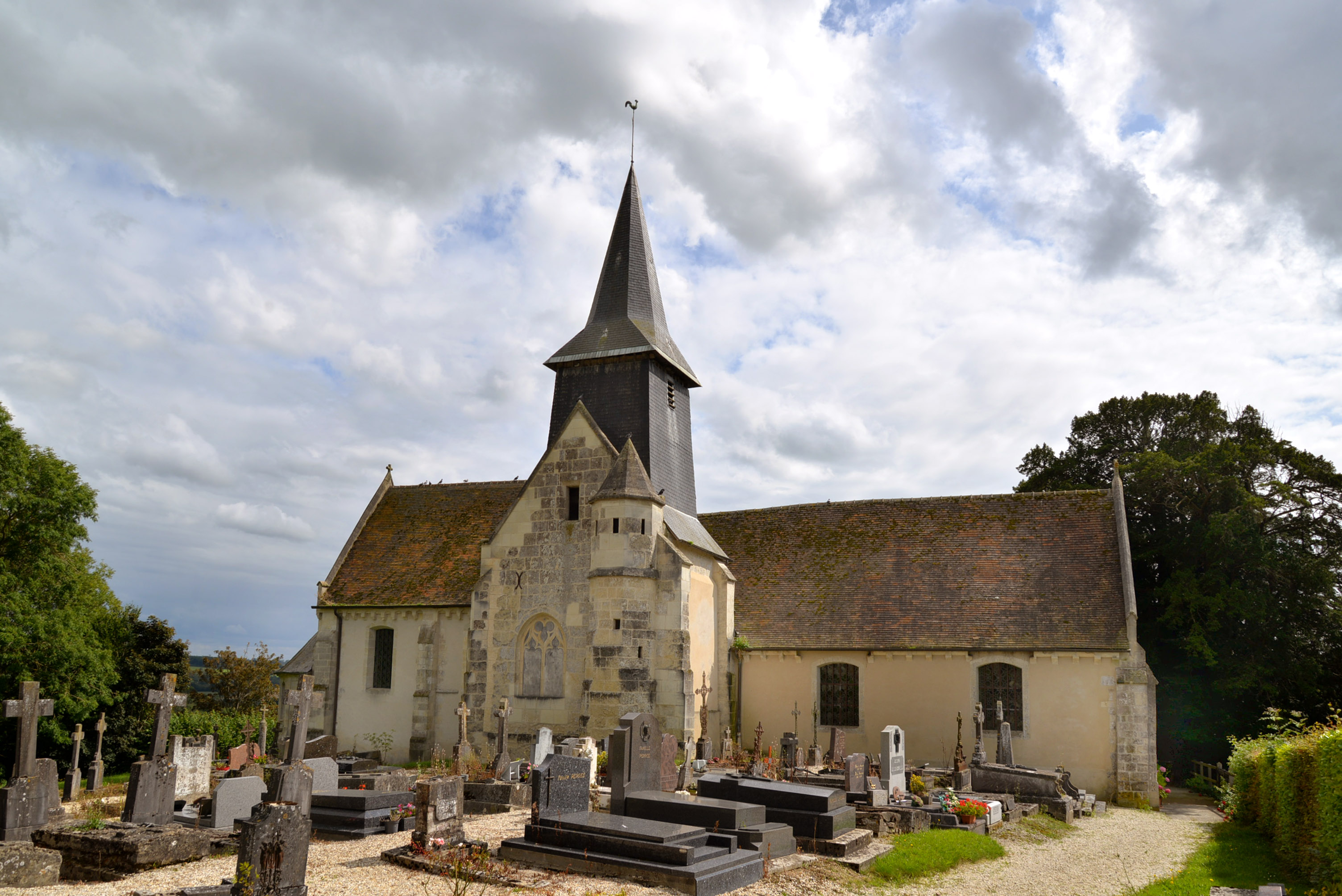
L'église Saint-Blaise.
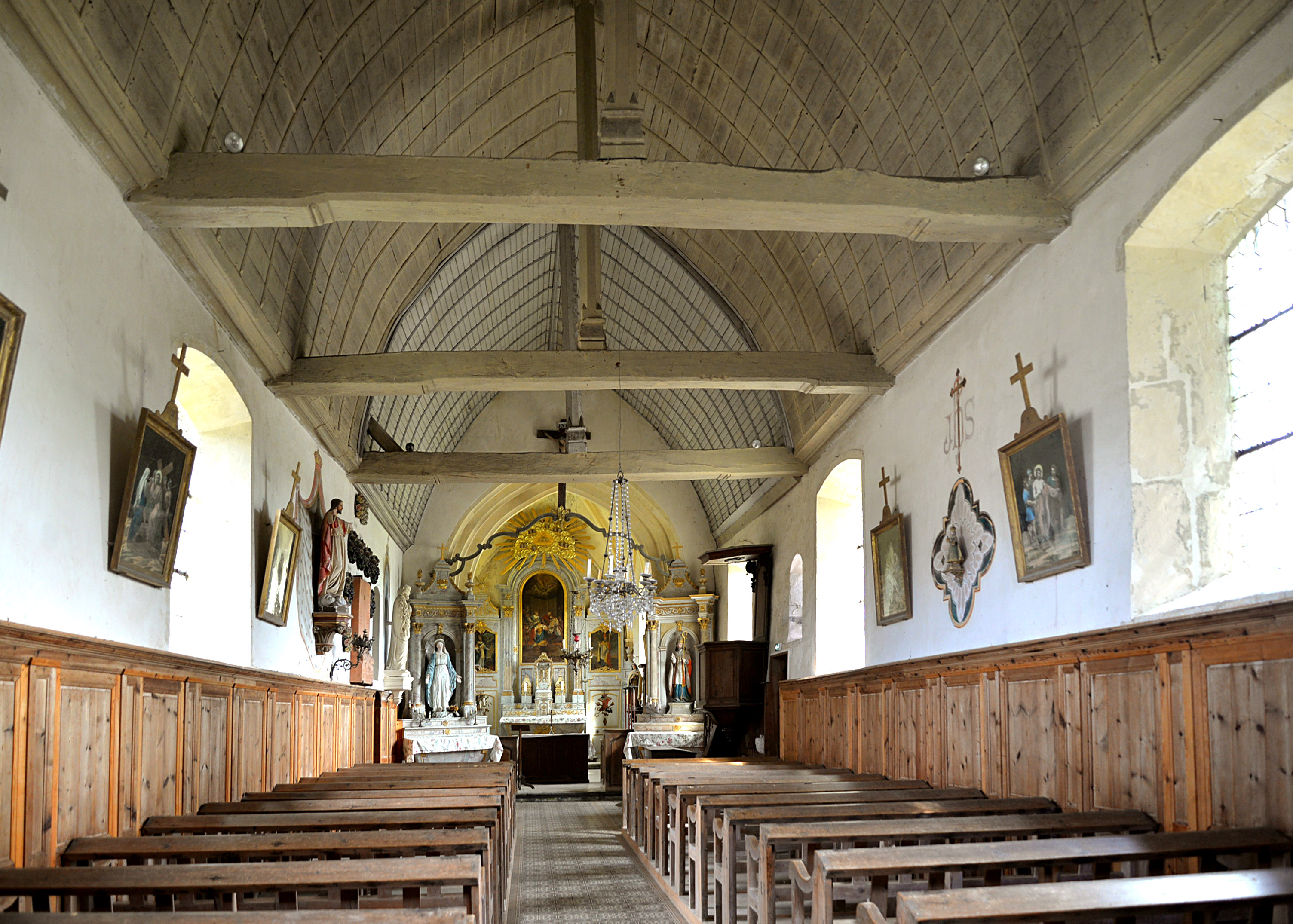
La nef de l'église.
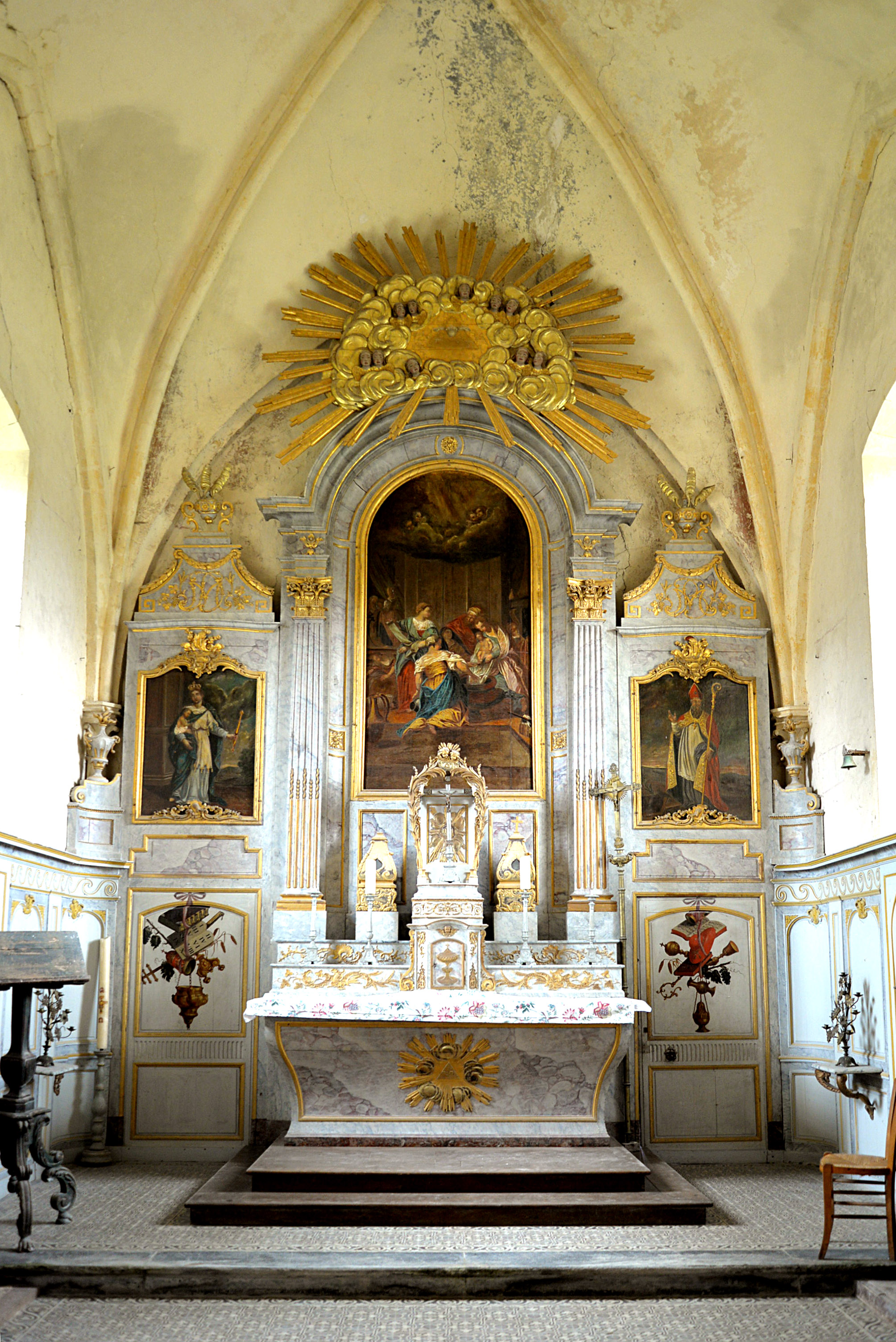
Le maître-retable de l'église.